# アンテ・トミッチ (バスケットボール)
アンテ・トミッチ（Ante Tomić、1987年2月17日 - ）は、クロアチアのプロバスケットボール選手。ユーゴスラビア連邦クロアチアドゥブロヴニク＝ネレトヴァ郡ドゥブロヴニク出身。ポジションはセンター。218cm、120kg。

## 来歴
15歳の時にプロデビュー。2006年からは日本代表監督だった名将ジェリコ・パブリセビッチ氏がチームの監督になり、彼の指導の下2008年まで育成される。
2008年のNBAドラフトにてユタ・ジャズから全体44位で指名されるも、チームに残留。2008年北京オリンピックのクロアチア代表メンバーの最終候補まで残った。将来のクロアチア代表のインサイドの柱を期待されている。